# 三元縣
三元縣为中国旧县名，在今天的福建省三明市三元区。历史上是沙县的一部分，沙县始建于东晋义熙元年（公元405年）。

## 历史沿革
- 东晋义熙元年（405），升沙戍堡为沙村县，是为沙县设县之始；后于唐武德四年（621）改称沙县, 先后隶属建安郡、建州。
- 民国27年（1938）4月，福建省政府内迁永安。6月，省保安处、县政人员训练所、三青团等一些国民党党、政、军机构相继迁到三元、梅列。民国28年（1939）2月，为便于管理，福建省政府决定以三元镇为中心，划出人口万余人的各乡，成立三元特种区，辖三元城关、列东、列西等地，仍视为沙县境内的一部分。民国29年（1940），由于三元特种区辖境小，财政入不敷出，遂将原沙县、永安、明溪3县属地各划出部分并入三元特种区，成立三元县。全县土地面积为1031平方公里，人口约38万人，隶属第二行政区。
- 民国35年（1946）9月，福建省行政区调整为9个行政督察区。三明境域的永安县、宁洋县、大田县、清流县、明溪县、三元县改属第九区（永安专署）。民国36年（1947），全省行政区又调整为7个行政督察区，永安专署改称第六区，三明境域各县隶属不变。
- 1950年2月，福建省人民政府在永安县设立专（市）级建制的省督察机关即第七行政督察专员公署。同年4月，改称永安行政督察专员公署。下辖三元县、永安县、明溪县、清流县、宁化县、大田县、宁洋县、德化县（同年10月27日划归晋江专区）。
- 1956年6月，永安专署撤销。7月间，三元、明溪2县合并成立三明县，隶属南平专区。永安县、清流县、宁化县、宁洋县（1956年7月9日国务院第34次会议决定撤销）隶属龙岩专区；大田县隶属晋江专区。
- 1983年4月，经中国国务院批准，将原地辖三明市改为省辖市，并撤销三明地区行政公署，实行以市带县的管理体制，辖三元区、梅列区、永安县、明溪县、清流县、宁化县、大田县、尤溪县、沙县、将乐县、泰宁县、建宁县，计2区10县。1984年9月，经国务院批准，永安县改为永安市（县级市）。2021年2月，撤销梅列区，其所辖行政区域全部并入三元区；撤销沙县，设立沙县区。[1]